# Munina
Munina is een geslacht van kevers uit de familie bladkevers (Chrysomelidae).
De wetenschappelijke naam van het geslacht werd in 1976 gepubliceerd door Chen.

## Soorten
- Munina flavida Yang & Yao in Yang, Li & Yao, 1997